# Swiss Krono (Polska)

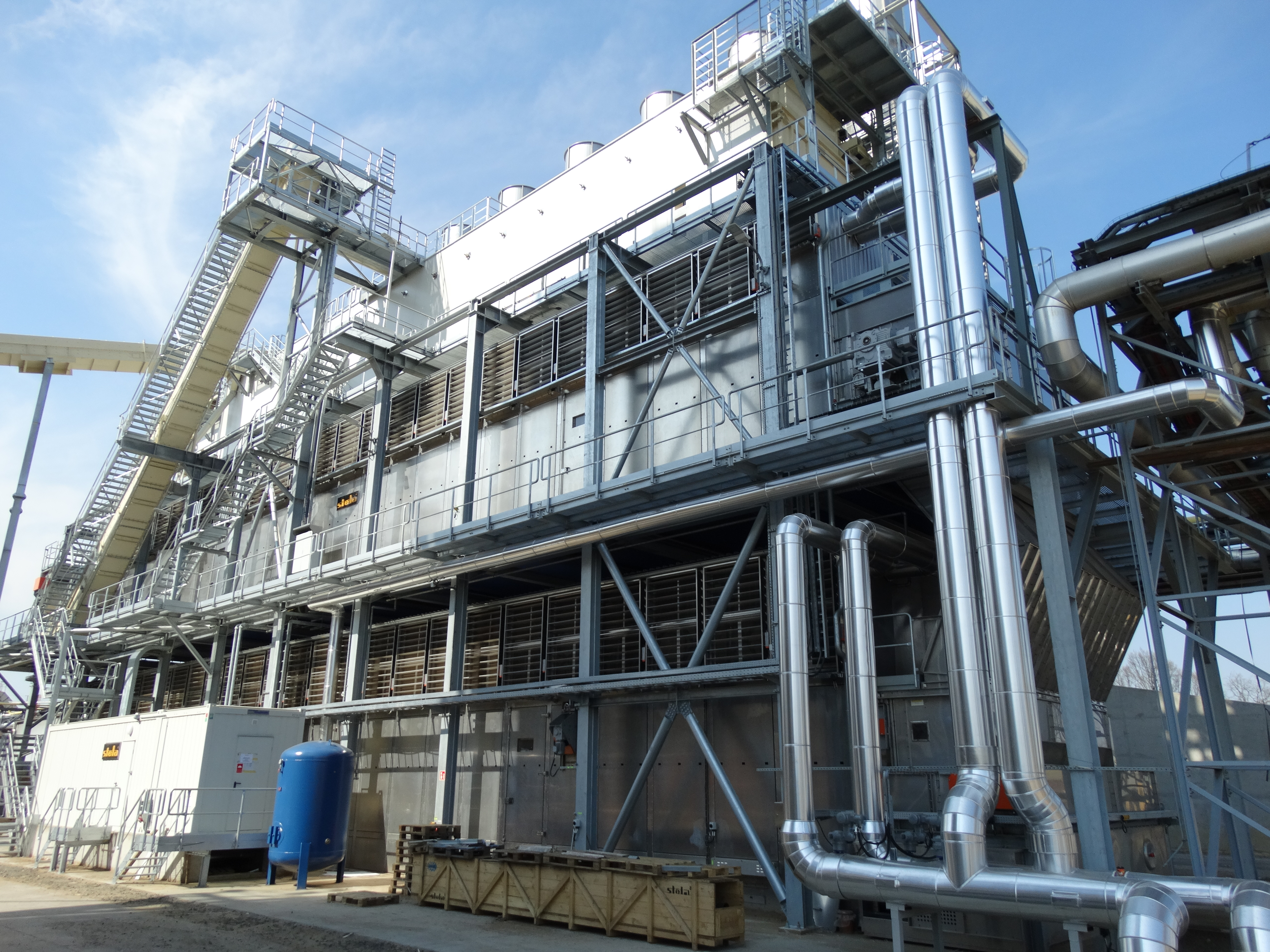
Część linii produkcyjnej płyt OSB w zakładach Swiss Krono

Swiss Krono sp. z o.o. – zlokalizowane jest w miejscowości Żary w województwie lubuskim. Spółka jest częścią holdingu Swiss Krono Group.
Firma powstała w 1994 roku w wyniku przejęcia przez holding Państwowych Zakładów Płyt Wiórowych. Zakład zatrudnia ponad 1100 osób.
Swiss Krono Polska produkuje płyty wiórowe, MDF, HDF, i OSB, podłogi laminowane, kleje i żywice do produkcji materiałów drewnopochodnych, blaty kuchenne, laminaty HPL. Produkowane i sprzedawane na całym świecie materiały drewnopochodne są podzielone na następujące grupy ze względu na ich zastosowanie: wnętrza (produkty do mebli i wyposażenia wnętrz), materiały budowlane (płyty OSB) oraz podłogi laminowane.
Spółka swoje produkty eksportuje do ponad 70 krajów na świecie.

## Historia
1994 – początek inwestycji i uruchomienie linii do produkcji płyt wiórowych, która rewolucjonizuje pracę fabryki w Żarach. To pierwsza w Polsce prasa typu ContiRoll, zapewniająca najwyższe parametry płyty wiórowej.
1997 – uruchomienie ciągu do produkcji płyt OSB, pierwszej na świecie w technologii ContiRoll.
1998 – powstanie trzeciej linii w technologii ContiRoll do produkcji płyt MDF. Rozwój nowych produktów, głównie podłóg laminowanych.
2007 – budowa największej inwestycji proekologicznej – ekofiltru oczyszczającego gazy spalinowe z pyłów powstających w procesie spalania.
2016 – rebranding firmy mający związek z ujednoliceniem marek wchodzących w skład Swiss Krono Group. Firma zmienia nazwę z Kronopol na Swiss Krono, zmienia się także logotyp.
2018 – uruchomienie bio-elektrofiltru dla linii MDF